# Пельтозеро
Пельтозеро — озеро в России, располагается на территории Бабаевского района Вологодской области.
Площадь водной поверхности озера равняется 0,85 км². Уровень уреза воды находится на высоте 144 м над уровнем моря. Площадь водосборного бассейн озера составляет 55,2 км².
Код объекта в государственном водном реестре — 08010200311110000004882.